# Miracolo del piede risanato
Il Miracolo del piede risanato è un affresco (340x207 cm) di Tiziano, databile al 1511, e facente parte del ciclo dei Miracoli di sant'Antonio da Padova nella Scuola del Santo a Padova.

## Storia
In fuga dalla peste che imperversava a Venezia, in cui morì anche Giorgione, Tiziano si rifugiò a Padova nel 1511, dove ricevette l'incarico di compiere tre grandi affreschi nella sala principale della Scuola del Santo, un luogo di riunione nelle immediate vicinanze della basilica del Santo. Si tratta della prima commissione documentata dell'artista. L'artista, poco più che ventenne, era uno dei primi a lavorare al ciclo, che vide l'impegno di numerosi artisti veneti. Il lavoro è dettagliatamente documentato, primo nella carriera dell'artista, e si conoscono i tempi e i compensi dell'esecuzione. Il contratto, per tre affreschi, risale al dicembre 1510 e l'esecuzione venne avviata nell'aprile successivo, mentre il saldo finale, a opera compiuta, risale al 2 dicembre 1511.
Inoltre grazie ai restauri, si hanno anche numerose notizie di carattere tecnico.

## Descrizione e stile
L'episodio narrato nell'affresco riguarda un giovane che, pentito per aver dato un calcio alla propria madre, si tagliò il piede per punirsi, fraintendendo un consiglio dato da sant'Antonio, ma grazie all'intervento del santo ebbe il piede risanato e il peccato perdonato.
La narrazione si svolge tutta sul primo piano, con la figura del giovane pentito sdraiata a terra, con l'evidente ferita sul piede e il volto stravolto dal dolore, nonostante il conforto di una donna che gli regge il capo. Il gesto del santo sembra più che altro direzionato a consolare una delle donne vicine al peccatore, all'insegna di una ricostruzione realistica e credibile, priva di riferimenti artificiosi all'evento miracoloso, quali apparizioni divine o sovrannaturali, in accordo con il programma che doveva essere stato concordato con l'arciconfraternita.
Tutt'intorno stanno vari curiosi, nei quali l'artista dovette realizzare alcuni ritratti di confratelli e altre persone. Una grossa quercia, al centro, ha il ruolo compositivo di evidenziare la figura del santo, mentre più in lontananza si distende un idilliaco paesaggio campestre, con una città in lontananza.
Già in queste opere giovanili si vede il distacco di Tiziano dalla maniera di Giorgione, all'insegna di una maggiore monumentalità e intensità cromatica delle figure, accenti più drammatici (basti osservare la maschera di dolore del volto del peccatore) e una narrazione più sciolta e immediata.